# Markus Acher
Markus Acher (Weilheim, 24 de junio de 1967) es un cantante, guitarrista y compositor alemán.

## Biografía
Markus Acher es un miembro de la banda indie The Notwist, bajista de la banda de electro Lali Puna y baterista de la banda de electrojazz Tied & Tickled Trio. También es miembro de la banda experimantal Village of Savoonga. Como solista trabajó bajo el nombre de Rayon. También toca de vez en cuando con su hermano Micha Acher en la banda de dixieland de su padre Julius Acher como batería. Asimismo, trabajó junto con varios artistas como carrera —en su canción «Time of the Year» canta y toca la guitarra—, Alias —para el que compuso el texto de la canción «Unseen Sights», en que también canta— o Zucchini Drive —para el que toca la guitarra y canta en la pieza «Sombre City»—.